# Пасічник Михайло Павлович
Пасічник Михайло Павлович (*4 квітня 1953, Половецьке) — поет, прозаїк.

## Біографічні відомості
Пасічник Михайло Павлович народився 4 квітня 1953 року в с. Половецьке Бердичівського району Житомирської області.
Закінчив Житомирський педагогічний інститут.
Вчителював, був на журналістській роботі, шість років (1979—1985) був головою Житомирського обласного літературного об'єднання, нині — з 2007 по 2017 рік — голова Житомирської обласної організації НСПУ.

Має дві дорослі доньки Наталю і Оленку, а також п'ятеро внуків. Найстарша, Петруняк Анна Вікторівна, закінчила Таврійський університет (філологічний факультет, українське відділення), працює в Національному університеті культури і мистецтв, найменшій Валерії п'ять рочків. Вікторія із золотою медаллю закінчила школу, нині студентка Національного авіаційного університету, Михайлик і Василько — школярі.
Дружина Галина Андріївна за фахом бібліотекар, нині на пенсії.

## Творчість
Автор книжок 
- «Робота»
- «Право на дорогу»
- «Робочий день бджоли»
- «Хлібні заповіти»
- «Корабельний ліс»
- «Роса та іній літ і зим»
- «Скіфське моє Половецьке»
- «Рясен ряст»
- «Наші з Савичем дороги» (дитячі оповідання)
- «Роса та іній літ і зим» (вибрані твори у 2-х томах)
- «В режимі стиснутих пружин»
- «Не розминутися б із собою»
- «Меди молодих медитацій»
- «Водоспадний злам»
- «Бджолині пасовиська»
- «У вільх цих кров моєї групи»
- «Бджолині вибори»
- «Свідомість удосвіта»
- «То — біла гарячка Росії» (двотомник)(не на часі)
- "Кроки вечірнього птаха"
- «Озирнутися із прийдешнього. Мемуари»

## Відзнаки
Лауреат обласних премій імені М. Шпака, імені Бориса Тена, імені Михайла Клименка, 

Всеукраїнських імені Олександра Олеся, 

імені Василя Юхимовича, 

імені Івана Огієнка, 

Міжнародної імені Івана Кошелівця, 

імені Лесі Українки Житомирського відділення Фонду культури України, а також імені Валер'яна Поліщука. 

Дипломант Всеукраїнської премії імені Степана Руданського (2015 р.), лауреат Всеукраїнської премії імені Степана Руданського (за 2019 рік).

Відзнака Президента України — ювілейна медаль «20 років незалежності України» (19 серпня 2011)

Почесний громадянин Бердичівського району (Серпень 2012 р.), нагороджений найвищою відзнакою Житомирської області «Честь і слава Житомирщини» (Квітень 2013 р.). 

Заслужений діяч мистецтв України (2016 р.).
- Всеукраїнська літературно-мистецька премія імені Степана Руданського (2019) – за двотомник політичної сатири «Двовійна» (І премія)[3]
- 2023 — Всеукраїнська літературна премія імені Михайла Слабошпицького - за книгу мемуарів «Озирнутися із прийдешнього»[4]